# Giorgi Kantaria
Giorgi Kantaria (tiếng Gruzia: გიორგი ქანთარია; sinh ngày 27 tháng 4 năm 1997 ở Zugdidi, Gruzia) là một hậu vệ bóng đá Gruzia thi đấu cho Neman Grodno.